# Folksonomia
A folksonomia é uma maneira de indexar informações. Esta expressão foi cunhada por Thomas Vander Wal. É uma analogia à taxonomia, mas inclui o prefixo folk-, palavra da língua inglesa que significa pessoas ou povo.
O ponto forte da folksonomia é sua construção a partir do linguajar natural da comunidade que a utiliza. Enquanto na taxonomia clássica primeiro são definidas as categorias do índice para depois encaixar as informações em uma delas (e em apenas uma), a folksonomia permite a cada usuário da informação a classificar com uma ou mais palavras-chaves, conhecidas como tags (em português, marcadores).
Por meio das tags, o usuário pode então recuperar as informações e compartilhá-las. Pode visualizar as tags de outros usuários, assim como identificar o grau de popularidade de cada tag no sistema, e acessar as informações relacionadas.
Apesar de descentralizar o controle sobre um site, o uso da folksonomia traz diversas vantagens em comparação à taxonomia. Em sites de produção colaborativa com grande volume de publicações inéditas, é inviável que cada conteúdo seja classificado pela administração. Manter um site desse tipo organizado seria inviável financeiramente devido à grande quantidade de tempo e pessoal necessário para o mesmo.
É importante também destacar que ao liberar a classificação de informação para o público, garante-se que o conteúdo será naturalmente relacionado a palavras que os usuários acreditam ter ligação com os mesmos. Não se corre o risco de que, por exemplo, o administrador do site, ao não conhecer bem um novo conteúdo publicado por um usuário, classifique-o de forma equivocada. Na folksonomia, quem classifica o conteúdo são as próprias pessoas interessadas no mesmo.
Outra vantagem é a rápida adaptação na navegação de um site colaborativo regido de forma folksonomica. No caso de um grande acontecimento relevante para a comunidade do site, naturalmente surgirão vários conteúdos relacionados ao acontecimento. Se a navegação do site é feita por tags (vide del.icio.us e Flickr), as tags ligadas a esse acontecimento ganharão destaque naturalmente, sem a necessidade de um administrador intervir na navegação do site para facilitar acesso a este conteúdo. Esta vantagem é de grande importância para uma mídia de demanda tão imediatistas como a Internet.
O primeiro site a usar folksonomia foi o del.icio.us e, em seguida, o Flickr e o YouTube - três sucessos da Web 2.0.
O Gmail oferece, no lugar de pastas, o recurso de tags para organizar os emails. Entretanto, ele não é um exemplo clássico de folksonomia, pois não permite compartilhar as tags entre usuários do sistema.
A rede social Last.fm usa a folksonomia para efetuar a classificação de faixas e artistas.